# IJsselmeervogels
Voetbalvereniging IJsselmeervogels é um clube holandês de futebol de Spakenburg, na província de Utrecht, nas margens de Zuiderzee, na Holanda. Foi fundado em 6 de junho de 1932 e disputa a Topklasse, o terceiro nível do futebol holandês. Manda seus jogos no estádio De Westmaat, que tem capacidade para 9.000 espectadores.

## Elenco
Nota: Bandeiras indicam equipe nacional, conforme definido pelas regras de elegibilidade da FIFA. Os jogadores podem ter mais de uma nacionalidade não-FIFA.
| N.º |               | Posição | Jogador            |
| --- | ------------- | ------- | ------------------ |
|     | Países Baixos | G       | Martijn van Strien |
|     | Países Baixos | G       | Stefan Toonen      |
|     | Países Baixos | G       | Kevin Balvers      |
|     | Países Baixos | D       | Jasper Bolland     |
|     | Países Baixos | D       | Bas Mooij          |
|     | Países Baixos | D       | Henri de Graaf     |
|     | Países Baixos | D       | Peter Vastenhouw   |
|     | Países Baixos | D       | Tony Tol           |
|     | Países Baixos | D       | Wilco Krimp        |
|     | Países Baixos | D       | Mike van de Laar   |
|     | Suriname      | D       | Cerezo Fung a Wing |
| 6   | Países Baixos | M       | Nick Kuipers       |

| N.º |               | Posição | Jogador             |
| --- | ------------- | ------- | ------------------- |
|     | Países Baixos | M       | Raymond Bronckhorst |
|     | Países Baixos | M       | Ferdinand Katipana  |
|     | Países Baixos | M       | Ceriel Oosthout     |
|     | Países Baixos | M       | Guido de Graaf      |
|     | Países Baixos | M       | Maikel de Harder    |
|     | Países Baixos | M       | Wouter van Hoof     |
|     | Países Baixos | M       | Justin van Groen    |
|     | Países Baixos | A       | Tim Peters          |
|     | Países Baixos | A       | Kwong Wah Steinraht |
|     | Países Baixos | A       | Geoffrey Verweij    |
|     | Países Baixos | A       | Damiano Schet       |